# Adam Boqvist
Adam Boqvist (* 15. srpna 2000 Falun) je profesionální švédský hokejový obránce momentálně hrající v týmu Columbus Blue Jackets v severoamerické lize NHL. V roce 2018 byl draftován již v 1. kole jako 8. celkově klubem Chicago Blackhawks. V červenci 2022 se s Blue Jackets dohodl na tříleté smlouvě, díky které si vydělá 7,8 milionů dolarů. Jeho starší bratr Jesper Boqvist je rovněž hokejistou.

## Klubové statistiky
| Sezona      | Klub                  | Soutěž      | Základní část | Základní část | Základní část | Základní část | Základní část | Play off | Play off | Play off | Play off | Play off |
| Sezona      | Klub                  | Soutěž      | Z             | G             | A             | B             | TM            | Z        | G        | A        | B        | TM       |
| ----------- | --------------------- | ----------- | ------------- | ------------- | ------------- | ------------- | ------------- | -------- | -------- | -------- | -------- | -------- |
| 2017–18     | Brynäs IF             | SHL         | 15            | 0             | 1             | 1             | 4             | 3        | 0        | 0        | 0        | 0        |
| 2017–18     | Almtuna IS            | Allsv       | 7             | 0             | 2             | 2             | 2             | —        | —        | —        | —        | —        |
| 2018–19     | London Knights        | OHL         | 54            | 20            | 40            | 60            | 12            | 11       | 10       | 3        | 13       | 6        |
| 2019–20     | Rockford IceHogs      | AHL         | 15            | 1             | 5             | 6             | 10            | —        | —        | —        | —        | —        |
| 2019–20     | Chicago Blackhawks    | NHL         | 41            | 4             | 9             | 13            | 6             | 8        | 0        | 0        | 0        | 4        |
| 2020–21     | Chicago Blackhawks    | NHL         | 35            | 2             | 14            | 16            | 14            | —        | —        | —        | —        | —        |
| 2021–22     | Columbus Blue Jackets | NHL         | 52            | 11            | 11            | 22            | 12            | —        | —        | —        | —        | —        |
| 2022–23     | Columbus Blue Jackets | NHL         | 46            | 5             | 19            | 24            | 8             | —        | —        | —        | —        | —        |
| 2023–24     | Columbus Blue Jackets | NHL         | 35            | 1             | 9             | 10            | 0             | —        | —        | —        | —        | —        |
| NHL celkově | NHL celkově           | NHL celkově | 209           | 23            | 62            | 85            | 40            | 8        | 0        | 0        | 0        | 4        |

### Reprezentační statistiky
| 2017            | Švédsko 18      | MS18               | 6  | 0 | 0  | 0  | 0 | 4. místo         |
| 2017            | Švédsko 18      | Hlinka Gretzky Cup | 5  | 1 | 7  | 8  | 0 | Bronzová medaile |
| 2018            | Švédsko 18      | MS18               | 6  | 3 | 3  | 6  | 2 | Bronzová medaile |
| 2019            | Švédsko 20      | MSJ                | 5  | 1 | 3  | 4  | 0 | 5. místo         |
| Junioři celkově | Junioři celkově | Junioři celkově    | 22 | 5 | 13 | 18 | 2 |                  |